# The Masked Singer
The Masked Singer (abreviado como TMS) é um talent show de competição de canto americano que estreou na Fox em 2 de janeiro de 2019. O programa faz parte da franquia Masked Singer, que começou na Coreia do Sul e apresenta celebridades cantando enquanto usavam fantasias da cabeça aos pés e máscaras faciais ocultando suas identidades. Apresentado por Nick Cannon, o programa emprega palestrantes que adivinham a identidade das celebridades ao interpretar as pistas fornecidas a eles ao longo de cada temporada. Ken Jeong, Jenny McCarthy Wahlberg, Nicole Scherzinger e Robin Thicke aparecem em cada episódio e votam ao lado de uma platéia em seu cantor favorito depois de todos se apresentarem. O menos popular é eliminado, tirando a máscara para revelar sua identidade.
Os vencedores das primeiras quatro temporadas foram T-Pain como "Monster", Wayne Brady como "Fox", Kandi Burruss como "Night Angel" e LeAnn Rimes como "Sun", respectivamente. Para evitar que suas identidades sejam reveladas antes de cada episódio pré-gravado ser transmitido, o programa faz uso extensivo de codinomes, disfarces, acordos de não-divulgação e uma equipe de guardas de segurança. Apesar de considerá-lo mais positivo do que outros reality shows, os críticos de televisão tiveram críticas mistas para a série e opiniões particularmente negativas de seus palestrantes. Os trajes, no entanto, têm atraído elogios. Inspirados na alta-costura, são desenhados por Marina Toybina e personalizados por uma equipe que garante que as celebridades cantem com clareza enquanto os usam. Em reconhecimento ao figurino do programa, Toybina ganhou o Costume Designers Guild Award e o Creative Arts Emmy Award.
O programa recebeu as classificações mais altas da Nielsen Ratings para um programa não esportivo na faixa demográfica de adultos de 18 a 49 anos em cada temporada de televisão que foi ao ar. Dois spin-offs—um aftershow e uma versão de dança, The Masked Dancer—seguiram como resultado. O crescimento da franquia Masked Singer foi creditado ao sucesso do programa, assim como o interesse em adaptar reality shows semelhantes da Coréia do Sul e outros formatos de televisão centrados em fantasias. A quinta temporada estreou em 10 de março de 2021.

## História
The Masked Singer é baseado no programa sul-coreano King of Mask Singer. O produtor executivo Craig Plestis explicou que descobriu o formato pela primeira vez durante uma visita a um restaurante tailandês. Enquanto um episódio da versão tailandesa do programa estava sendo exibido na televisão, ele observou que os outros clientes "estavam todos olhando para esta TV assistindo esse canguru louco como uma roupa de plumas cantando, e nós nem terminamos o jantar." Plestis e sua filha começaram a pesquisar a série, e mais tarde ele garantiu os direitos de produzir uma adaptação americana—que ele venderia para a Fox.
Devido ao relacionamento de Plestis com o estúdio, a primeira temporada de The Masked Singer foi produzida pela Endemol Shine North America, pertencente em parte ao pai da Fox, 21st Century Fox (a participação agora é de propriedade da Disney). Na segunda temporada, a produção passou para um novo estúdio interno da rede Fox, Fox Alternative Entertainment.

## Formato
Um grupo de celebridades compete no programa anonimamente em fantasias, durante uma série de episódios. A cada episódio, uma parte dos competidores é emparelhada em competições de confronto, em que cada um canta uma música de sua escolha em sua voz real. De cada confronto, os participantes do painel e a audiência ao vivo votam; o vencedor está seguro durante a semana, enquanto o perdedor é eliminado. No final do episódio, os perdedores dos confrontos são submetidos aos votos anteriores dos membros do painel para determinar quem não continuará; o cantor eliminado tira a máscara para revelar sua identidade.
Além da competição de canto, dicas para a identidade de cada cantor mascarado são oferecidas durante o programa. As entrevistas pré-gravadas são dadas como dicas e apresentam as vozes distorcidas das celebridades. Os participantes do painel têm tempo para especular a identidade do cantor após a apresentação e fazem uma pergunta única para tentar determinar sua identidade.

### Painelistas e apresentador
Após o anúncio da série, foi confirmado pela Fox que o painel de jurados consistiria no cantor e compositor Robin Thicke, a personalidade de televisão Jenny McCarthy Wahlberg, o ator e comediante Ken Jeong e a artista Nicole Scherzinger. Também foi confirmado que Nick Cannon seria o apresentador do programa.
Ocasionalmente, há membros do painel convidados que aparecem como o quinto membro do painel por alguns episódios; na primeira temporada, eles foram o comediante Joel McHale (episódios 3-4), o ator J. B. Smoove (episódio 7) e o ator e comediante Kenan Thompson (episódios 8 e 10). Na segunda temporada, eles foram Anthony Anderson (episódio 6), Triumph the Insult Comic Dog (Robert Smigel; episódio 7), McHale (episódios 8-9) e o vencedor da primeira temporada T-Pain (episódio 10).
Em 28 de março de 2019, Sharon Osbourne revelou no The Talk que ela deveria ter sido contratada como membro do painel da série; esses planos fracassaram após serem contratualmente obrigados a aparecer no The X Factor.

## Produção
As roupas das celebridades são desenhadas pela vencedora do Emmy, Marina Toybina. Os conceitos para os figurinos são dela e são inspirados por uma variedade de fontes. Toybina diz que eles "[canalizam] a complexidade de Alexander McQueen, como "a cobertura e o trabalho manual [todos] são feitos da maneira da velha escola."
Na primeira temporada, tanto o Coelho quanto o Corvo foram inspirados nos filmes de Hollywood. O primeiro foi o resultado da combinação do personagem Frank do filme Donnie Darko (2001) com Edward Mãos de Tesoura (1990) para criar um traje mais sombrio e inesperado, enquanto o último foi inspirado em O Corvo (1994). O único traje de comida, Abacaxi, foi feito para se parecer com um surfista havaiano na praia no verão. O Cervo foi fortemente influenciado por elementos steampunk e parecido com "um soldado de guerra preso em uma madeira". O Pavão foi feito para parecer uma "fantasia de Elvis Presley" inspirada no brilho de Las Vegas. Os cães pequenos em Beverly Hills inspiraram Toybina a fazer o Poodle rosa ter uma presença diva de Real Housewives com óculos de sol, enquanto o Unicórnio era imaginado como uma rainha da neve branca etérea.
Antes que as roupas sejam desmascaradas, a equipe de produção do programa toma medidas significativas de segurança para impedir que as identidades dos participantes vazem; a showrunner Izzie Pick Ibarra disse que apenas 25 pessoas conheciam as identidades reais dos competidores antes da primeira temporada.

## The Masked Singer Brasil(2021)
A TV Globo, em coprodução com a Endemol Shine Brasil, agendou a primeira temporada do The Masked Singer Brasil com estreia em 10 de agosto de 2021. Com supervisão artística de Adriano Ricco (Globo) e direção artística de Marcelo Amiky (Endemol Shine Brasil), o programa ganhou o comando de Ivete Sangalo na apresentação. Os jurados foram Eduardo Sterblitch, Rodrigo Lombardi, Simone Mendes e Taís Araújo. Ao todo foram 12 participantes com 12 fantasias diferentes em suas apresentações. 